# Tatjana Jurić
Tatjana Jurić (* 10. Februar 1982 in Zagreb, Jugoslawien) ist eine kroatische Moderatorin und ein Model.

## Biografie
Jurić wuchs mit ihren Eltern und einem jüngeren Bruder in Zagreb auf. Nach dem bestandenen Schulabschluss zog sie nach Mailand um Model zu werden. 
Sie machte unter anderem Werbung für L’Oréal, Nivea, Quelle Fashion und Chanel. Sie hatte diverse Shootings für die Modemagazine Elle, Cosmopolitan und Gloss. Im April 2010 zierte sie das Cover des Lifestylmagazines GloriaGlam.
Seit 2005 moderiert sie die kroatische Lifestylesendung Explusiv auf dem Sender RTL Televizija. Jurić ist seit 2009 beim Radiosender Antena Zagreb tätig und moderiert ihre eigene Radiosendung Večernji show s Tatjanom Jurić (Abendshow mit Tatjana Jurić).
Einen noch höheren Bekanntheitsgrad erzielte sie durch die Moderation der Castingshow Hrvatski Top Model, der kroatischen Version von America’s Next Top Model. Die Sendung wurde von März bis Juni 2008 auf dem kroatischen Fernsehsender RTL Televizija gesendet. Sie wirkte neben Borut Mihalić, Boris Bašić, Damir Hoyka und Boris Cavlina als Chefjurorin mit. Als Siegerin wurde die damals 20-jährige Sabina Behlić aus Rijeka gekürt. In der zweiten Staffel wurde Jurić durch das Supermodel Vanja Rupena ersetzt.
| Personendaten    | Personendaten                                                                            |
| ---------------- | ---------------------------------------------------------------------------------------- |
| NAME             | Jurić, Tatjana                                                                           |
| KURZBESCHREIBUNG | kroatische Moderatorin und Model                                                         |
| GEBURTSDATUM     | 10. Februar 1982                                                                         |
| GEBURTSORT       | Zagreb, Sozialistische Republik Kroatien, Sozialistische Föderative Republik Jugoslawien |